# Julio César Pinheiro
Julio César Pinheiro est un footballeur brésilien né le 22 août 1976. Il est milieu de terrain.